# Алпенрод
Алпенрод (њем. Alpenrod) општина је у њемачкој савезној држави Рајна-Палатинат. Једно је од 192 општинска средишта округа Вестервалд. Према процјени из 2010. у општини је живјело 1.607 становника. Посједује регионалну шифру (AGS) 7143202.

## Географија
Алпенрод се налази у савезној држави Рајна-Палатинат у округу Вестервалд. Општина се налази на надморској висини од 450 метара. Површина општине износи 12,2 km².

## Становништво
У самом мјесту је, према процјени из 2010. године, живјело 1.607 становника. Просјечна густина становништва износи 132 становника/km².